# Асирско царство
Асирско царство је настало од града Ашур на реци Тигар, на простору северне Месопотамије (данашњи Ирак), између средњег Тигриса и планина Загроса. Након тога нова престоница је постала град велелепних палата Нинива. Био је у 2400. п. н. е. значајан трговински центар, који је у 2000. п. н. е. постао центар великог царства. 1900. п. н. е. утврђују се трговачке колоније у Анадолији (данашња Турска). Од 1400. п. н. е. асирска армија је освајала крајеве и државе ка сјеверу и западу, обезбиједивши тако трговину, робове, и плијен за себе и за владара. Захваљујући страху које су многе сусједне земље имале од асирске војске, Асирија је успјела да се прошири по цијелој територији Блиског истока.
Највећу величину Асирско царство је достигло у 7. вијеку п. н. е. када су покорене територије од Египта до Ирана, укључујући Месопотамију, Арменију, Сирију, Палестину и Анадолију. Ипак, неколико деценија касније и много ратова око превласти, ново царство и култура Вавилоније под вођством Навукодоносора (са југа Месопотамије) је асимиловала Асирију у своје царство.

## Извори за најранију историју Асирије
Важан историјски и правни споменик Асирије, Асирски законик, вероватно потиче из 15-14. века п. н. е. Пронађен је у рушевинама Ашура. Сачувано је укупно 79 чланова законика. За сада није познато колико их је укупно било. Чак 51 од пронађених чланова односи се на породично право. Отац је био власник породице, жене, деце, робова. Примогенитура је представљала основни принцип законитости. Ропство због дуга било је присутно. За проучавање историје Асирије важни су и уговори склапани са Вавилоном ("Синхрона историја"). Први такав уговор склопљен је 1510. године п. н. е. Обиље историјских података пружа и Асурбанипалова библиотека пронађена 1850. године у рушевинама Ниниве.

## Најстарија историја Асирије
Територија државе Асираца разликовала се кроз векове. Промене су биле условљене освајањима и губљењем територија асирских краљева. У основном језгру, Асирија је обухватала област око горњег тока Тигра до његове леве притоке, Радана. На западу се простирала до Еуфрата, а на истоку до планина Загрос и Масиоса. У 5-4. миленијуму п. н. е., ове области биле су настањене субарејским племенима блиским Хуритима и Закавкаским Урартима. У трећем миленијуму се одвијају продори Акађана који на овим просторима оснивају низ насеља. Међу њима је био и Ашур, будућу престоницу Асирије. Акађанима се у 2. миленијуму придружују и Аморејци из предела Сирије. Оба племена била су семитског порекла. Стога је Асирија била насељена претежно Семитима. Асирски језик припада породици семитских језика.
У раним периодима 3. и почетком 2. миленијума п. н. е. Асирију је представљао савез племена на основама војне демократије. Војни заповедник и врховни свештеник носио је титулу "ишакуна". Поред ишакуна, постојало је и веће стараца. Асирска историја током читавог свог постојања (сем мањих изузетака) представља јединствену целину. Асирци нису попут њихових јужнијих суседа потпадали под власт моћнијих народа (Гута, Аморићана, Еламаца, Касита). Стога је импозантна "Асирска листа краљева" која садржи укупно 121 владара.

## Староасирски период
Првих двадесет владара, почев од Тудаија, тешко се могу историјски документовати. Реалне личности као владари Асирије прихватају се владари под редним бројевима 16-17, 27-30. Од 30. до 71. владара, хронологије њихових владавина се могу утврдити само приближно. Од 71. владара су оне поуздано утврђене. Тридесети владар Асираца био је Пузур-Ашур. Он је био савременик оснивања Прве династије Исина од стране Ишби-Ера и Ларсе од стране Напланума (обе се издвојиле из Сумерско-акадског царства). Јачање Асираца почиње у време владавине 32. краља Илишума, владао нешто пре вавилонског Сумуабума.
Деловање Саргона I Асирског било је условљено јачањем Прве вавилонске династије. Асирци су наставили исти однос и за време Саргонових наследника. Стабилизовање Асирије долази у време Шамши Адада I. На власт је дошао превратом. Поред бројних унутрашњих реформи, овај владар познат је и по својим освајањима. Године 1810. п. н. е. заузео је државу Мари и на њено чело поставио свога сина. Овладао је и Сиријом излазећи на Средоземно море. У Асирији је у његово време уведен култ бога Дагана. Након Шамши Ададове смрти, у Марију извршава преврат Зимри Лима. Асирија губи утицај у Сирији. Старовавилонски краљ Хамураби освојио је 1783/2. године важна упоришта Асирије: Малигум и Рапикум, а према својим сопственим изворима и Ашур и Ниниву. Најсеверније крајеве Асирије Хамураби није освојио. Син Шамши Адада, Ишме Даган I, владао је Асиријом као Хамурабијев вазал. Престоница му је била град Шубат-Енлил. Следећи владари Асирије нису се ничим истицали. Приликом пада Вавилонског царства (1595), Асиријом је вероватно владао Пузур-Ашур III или Елил-Нацир I. Међутим, Асирија није могла извући корист од пада Вавилона због појаве нове снажне државе — Ханејског царства.
Од 1510. године хронологија асирских владара постаје утврђенија захваљујући уговорима које су склапали са Вавилоном. У то време хегемонију на територији некадашње Асирије успоставља Митанска држава на челу са Саусадатаром. Уз помоћ Египта (Тутмес III), митански краљ осваја Ашур. Слабљење Митанске државе под утицајем Хетита доводи до обнављања државе Ашура. Период до прве половине 14. века у Асирији представља време јаких утицаја од стране Хетита, Касита и Египта.

## Средњоасирски период
Доласком на власт Ашур-Убалита I долази до наглог процвата Асирије. Разлог за то вероватно је била његова способност да искористи хаос у Митанској држави изазван инвазијом хетитског краља Шупилулијуме I током кога је страдао и сам краљ Тушрат. Ашур-Убалит се изборио за независност своје државе. Сем тога, Асирији су прикључене и територије источних области Митанске државе, укључујући и важне житнице око Ниниве. Величанствена је и титула асирског владара — „краљ универзума“. Нагло јачање Асирије изазвало је оправдано подозрење Вавилона и Египта. Упркос оваквим напетостима, мир са Асиријом гарантован је династичким браком. Међутим, долазак на власт Карахардаша у Вавилону изазвао је незадовољство Касита који га убијају и постављају свога претендента. Већ остарели Ашур-Убалит напада Вавилон и убија каситског владара постављајући на престо свога малолетног праунука Куригалзуа II.
Није било лако очувати постигнућа Ашур Убалита. Његов наследник, Енлил-нирари, борио се са разним непријатељима и успешно је очувао очево краљевство. Међутим, граница је остала опасно близу престонице Ашура. Арик-ден-или, следећи владар, борио се у планинама. Ови ратови имали су за циљ да оснаже границе Асирије. Тек је Адад-нирари I успео да вавилонску границу утврди на области Дијали освојивши важну вавилонску провинцију, државу Митани. Зауставио се недалеко од Кархемиша на Еуфрату. Хетити се, због својих проблема око престонице Хатуше, нису могли умешати на страни Вавилона. Хетитска и асирска држава постали су непосредни суседи. Адад-нирари је послао писмо хетитском цару називајући га својим братом. Хетитски владар Муватали одговорио је увредљиво. Шалманасар I је покорио остатке Митанске државе и довршио освајање горње Месопотамије. Освојио је подручје од Таиду до Ириду, од планине Кашијар до Елухата и тврђаву Сурду, Харану до Каркемиша на Еуфрату. Саградио је палате у Ашуру и Ниниви. Рестаурирао је „светски храм“ у Ашуру. Осим тога основао је град Нимруд. Становништво освојених територија, Шалманасар је расељавао. Наследио га је краљ Тукулти-Нинурта I.
Тукулти-Нинурта I (1233-1197) је, према сопственим изворима, поразио Хетите у великој бици код Нихрије, узевши 28.000 заробљеника. Међутим, главни напредак је овај асирски краљ постигао на југу. Каситски краљ Вавилона поражен је и поробљен. Међутим, асирска владавина над Вавилоном била је кратка. Потрајала је тридесет и две године.
Тукулти-Нинурта је остао упамћен и по подизању новог краљевског града удаљеног 3 km од Ашура. Град је назван Кар-Тукулти-Нинурта. Тукулти-Нинурту убио је један од његових синова. Уследила је борба за престо. Током тих борби Асирци губе значајне територије међу којима је и Вавилон. Тачне последице ових ратова остају неутврђене. Један век касније, на асирски престо долази моћни краљ Тиглат-Пилесар I.
Тиглат-Пилесар I(1114-1076), био је један од највећих асирских освајача. Подаци су бројнији у првом периоду његове владавине када односи велике победе над Хетитима и Арамејцима. Освојио је и Кападокију и феничанске градове Сидон и Библос. Други део Тиглат-Пилесерове владавине био је неуспешан. Он трпи поразе од хетитског краља и Арамејаца. Његов наследник склопио је мир са Вавилонцима. Мир је био гарантован династичким браком. Након владавине Ашур-насир-пала I, горња Месопотамија била је изгубљена за Асирију. Држава се свела на непосредну околину Ашура, Ниниве и Арбеле.

## Новоасирско краљевство
Период од 9. до 7. века на Блиском истоку био је обележен опоравком и експанзијом асирске државе. Он се може поделити у два периода: први период трајао је од 934. до 745. године. Током овог периода Асирци су обнављали своју моћ у горњој Месопотамији. Током друге фазе (745—612) Асирско царство нагло се проширило укључујући велике делове Старог истока.

### Период обнове асирске моћи
Новоасирски краљеви за себе су тврдили да су директни наследници претходних владара из средњоасирског периода. Најстарији владари Новоасирског царства попут Ашур-Дана I I и Тукулти-Нинурта II приказивали су своја освајања као ослобођење територија које су Асирији с правом припадале. Биле су то територије некадашњег Средњоасирског царства. Освојене територије често су остављане месном владару на управу с тим што је он сада постајао асирски вазал са обавезама према Асирском царству. Ашур-Дан II (934-912) утврдио је асирску границу на северу и истоку. Адад-нирари II, његов наследник, усмерио је своја освајања према Вавилону са којим је, након краткотрајног рата, склопио мир 891. године п. н. е. Мир је потрајао седамдесет до осамдесет година. Тукулти-Нинурта II (890-884) заокружио је фазу асирског опоравка утврдивши у свом дугом маршу јужну и западну границу Новоасирске државе. Ова три краља поставила су темеље даљем напретку државе. Следећи владар био је Ашурнасирпал II. Овај велики владар проширио је асирски утицај на делове Анадолије, Сирије и северног Леванта. Обронци Загроса били су под чврстом асирском контролом. Ашурнасирпалов наследник Шалманасар III такође је био успешан владар. Остао је упамћен по борби са моћном коалицијом састављеном од Дамаска, Израела, Јудеје, Феникије, Египта и другим мањих држава, у којој је углавном односио победе. Шалманасар је водио рат и против Урартуа. Након његове смрти долази до борбе за власт унутар царства. Шалманасаров син Шамши-Адад V изборио се са овом кризом. Шамши-Адад је напао Вавилон и убио тамошњег краља. Вавилон следећих 12 година није имао владара. Након Шамши-Ададове смрти царство слаби. Међутим, Асирија је и даље била политички значајан чинилац. Такво стање потрајало је до 745. године п. н. е.

### Империјална експанзија и консолидација
Новоасирско царство стекло је свој дефинитивни облик и структуру у периоду од 745. до 705. године п. н. е. Следећих осамдесет година доминирало је Блиским истоком. Тиглат-Пиласар III долази на власт 745. године п. н. е. након три прилично слабе владавине током којих Асирија губи свој утицај на северу у корист Урартуа. Већ током првих година, Урарту је био поражен. Након тога, асирски краљ наноси пораз Међанима. Године 732. п. н. е. покреће поход на Дамаск. Након освајања Дамаска, под Асирију је пао и највећи део Израела. Вавилон је био под потпуном контролом Асирије. Тиглат-Пилесара је наследио син Шалманасар V. Током његове владавине, краљевство Израел престало је да постоји. Његов краљ је депортован, а на територију бивше државе насељени су Арабљани и Асирци. Саргон II на власт долази 721. године п. н. е. државним ударом. Стога су му најпрече бриге биле да спречи унутрашње побуне. Устанике је предводио владар Хамата. Након победе над Јаубидијем, владарем Хамата, Саргон је доживео пораз од еламског владара. Међутим, асирски утицај у Анадолији поново је учвршћен. Саргон је повео поход на Урарту у коме је страдао њихов краљ. Власт је поново утврђена и у Вавилону. Основао је и нову престоницу — Дур Шарукин („тврђава Саргона“). Убијен је у походу на Кимерце.
Сенахериб, Саргонов наследник, учврстио је положај Асирије у Вавилону и водио рат са Јудејом, а следећи краљ Асархадон је напао Египат. Освајање Египта довршио је Асурбанипал (668-630). Асирци су брзо изгубили Египат. Међутим, нови владар, Псаметих I, одржавао је релативно пријатељски однос са Асирцима. Асурбанипалов велики успех био је освајање Елама.

### Пад Асирије
Новоасирско царство нестало је великом брзином. Разлози који су условили брзи пад царства још увек нису поуздано утврђени. Разлог за то су проблеми у хронологији. Вавилонска хроника не садржи описе свих година од 630. до 612. године п. н. е. Након Асурбанипалове смрти постојала су три претендента на престо. Проблеме у Асирији искористио је вавилонски владар Набопаласар да се учврсти на престолу и 616. године п. н. е. поведе упаде на асирску територију. Вавилонско напредовање навело је Египат да стане на асирску страну. На страну Вавилона стаје међански краљ Кијаксар. Резултат је пад асирске престонице Ниниве 632. године п. н. е. Борбу против Вавилона наставио је Асирац Ашур-Убалит II уз помоћ Египћана. Поставио се за краља у Харану. Комбиноване снаге Међана и Вавилонаца поразиле су га око 605. године п. н. е. Асирско царство престало је да постоји. Наследило га је Нововавилонско царство.

### Држава новоасирског периода
Асирско царство било је подељено на провинције. Оне су формиране асирским освајањима. Месни владар често је настављао да управља својом територијом с тим што је од тада био асирски вазал. Дужности управника провинција биле су да обезбеди мир на својој територији користећи се месним гарнизонима, обезбеди безбедан пролаз трговцима и краљу приликом похода и да снабдевају краља људством за војску и грађевинске подухвате. Провинције су обично називане по свом главном граду. Велики део порезних обавеза плаћао се у натури. Војна обавеза могла се заменити плаћањем у сребру. Краљ је добијао средства и од пореза на коришћење мостова, путева и сл. Уређење Асирије послужило је касније као узор Ахеменидима за формирање администрације Персијског царства.

## Војска
Асирци су били највештији и најсуровији ратници који су се икад појавили у Месопотамији. Они су први освајачи који су користили справе за опсаду градова — торњеве са мердевинама за пењање на зидине и дрвена дебла са металним оковима овнове, за пробијање градских врата. Непријатељске војнике и становништво освојених градова нису узимали за робље већ су их најчешће убијали. У неким случајевима су их пресељавали у друге земље. Снагом моћи и оружја толико су проширили своје царство да су владали целом Месопотамијом, источним Средоземљем и Египтом. За своју престоницу изабрали су Ниниву и учинили је симболом асирске моћи.

## Градови
До X века п. н. е. град Ашур је био пренасељен. Зато су изграђена два града: Нимруд (9. вијек п. н. е. од стране краља Ашурнасирпала II) и Нинива (7. вијек п. н. е.). Били су чувени по велелепним палатама и храмовима. За Ниниву се поуздано зна да је имала пуно паркова и башти и егзотичних животиња: слонова, лавова итд.

## Политика
При чину крунисања, асирски владар се заклињао да ће проширити царство. Асирци су веровали да је њихов бог Асур (по ком је град и добио име) бирао сваког њиховог владара, па је краљ имао апсолутну моћ. Краљеви су волели да показују колику моћ и богатство имају кроз изградњу храмова, палата, освајачком походима итд. Наведимо краља Сенахериба, који је владао од 704. до 681. п. н. е. Он је успоставио контролу над средоземном обалом и уништио Вавилон. Из љубоморе бива убијен од стране својих синова. Што се тиче краљица, позната је била Семирамида, која је владара 42 године у 9. вијеку п. н. е. У току њене владавине изграђени су чувени „Семирамидини вртови“, који су оно време сматрани за једно од ондашњих 7 светских чуда.

## Асирска култура
Асирска култура била је у доброј мери утемељена на сумерској и вавилонској, што је уочљиво и на примеру клинастог писма - коришћеном од Сумераца и Акађана, додатно усавршеном од стране Вавилоњана и Асираца.